# Style Zakopane

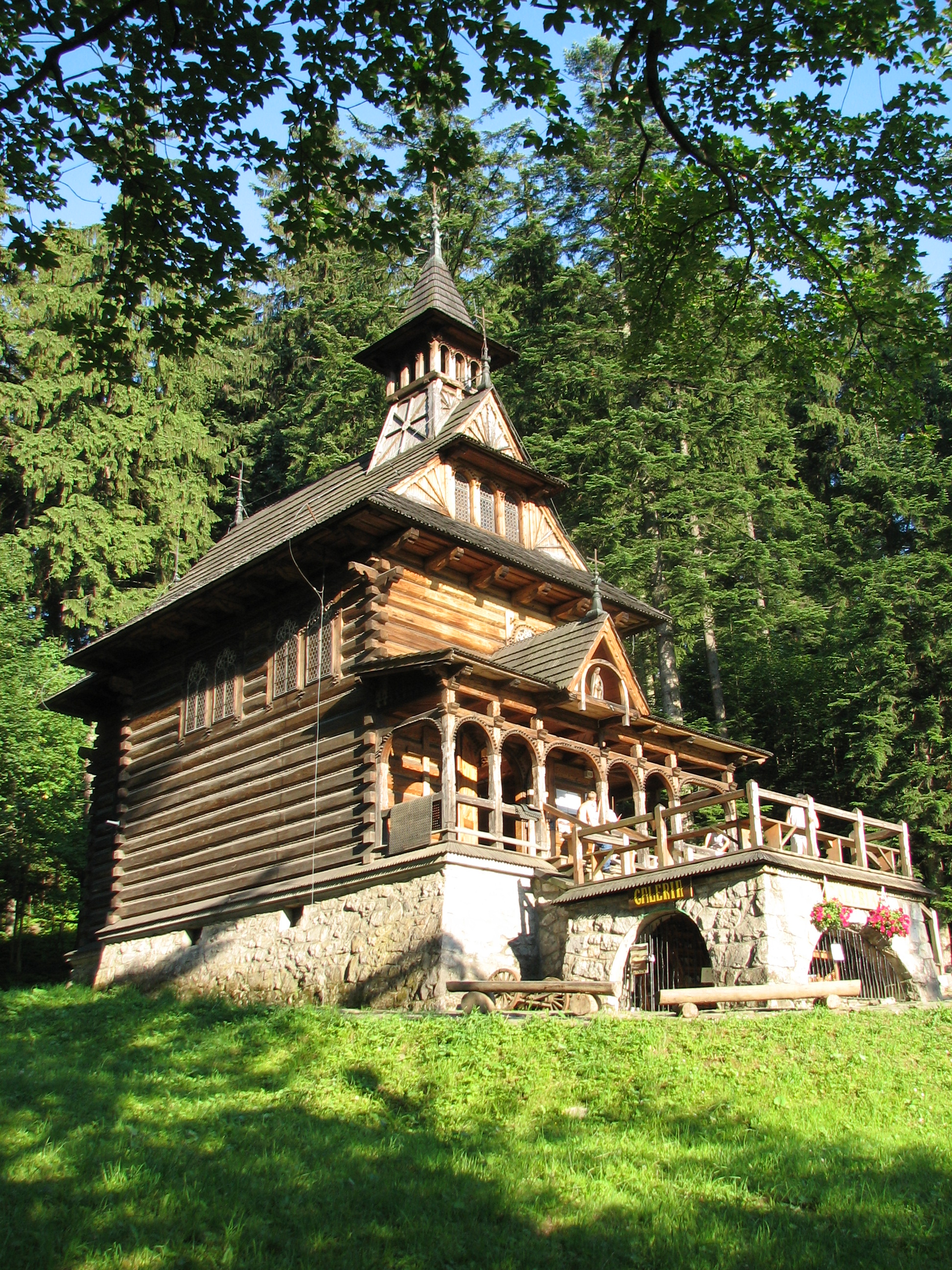
Chapelle Jaszczurówka de style Zakopane, à Zakopane

Le style Zakopane est un style architectural polonais de la région de Podhale.

## Historique
Il s'agit d'une synthèse créée par Stanisław Witkiewicz des motifs et constructions traditionnelles des Carpates enrichis d'éléments Art nouveau, en raison de l'augmentation de la population de la ville de Zakopane au XIXe siècle.
Devenu populaire, le style Zakopane s'est ensuite développé sur l'ensemble des montagnes polonaises. À Varsovie le style a été adapté à des constructions en briques.
En 1900, l'architecte Franciszek Mączyński (pl) remporte le concours international d'architecture à Paris en présentant une villa de style Zakopane.

## Bibliographie

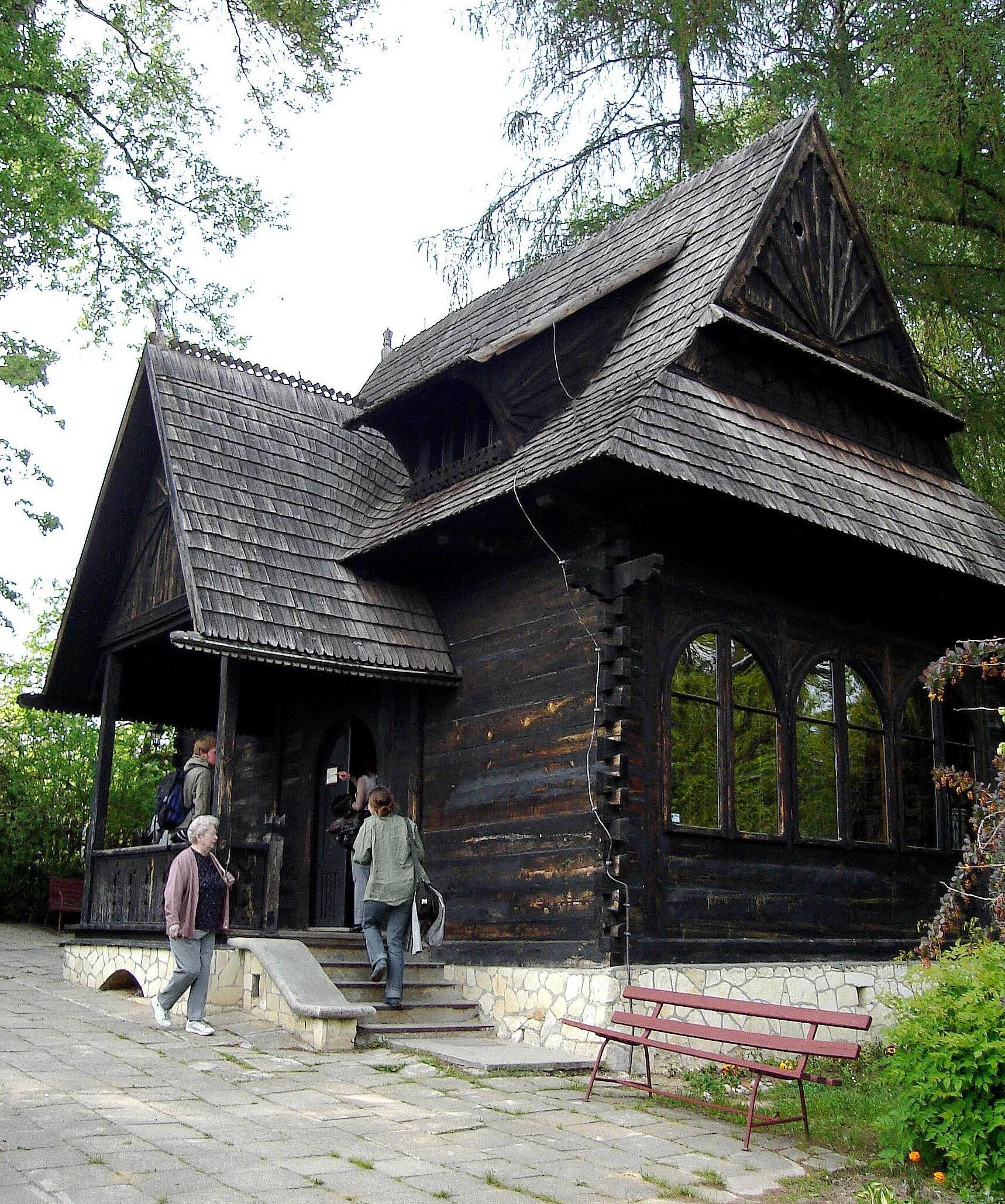
Maison de Stefan Żeromski de style Zakopane à Nałęczów